# Matías Ramírez (remero)
Matías Ramírez (27 de noviembre de 1993) es un deportista paraguayo que compite en remo. Ganó una medalla de plata en el Campeonato Mundial de Remo de 2024, en la prueba de dos sin timonel ligero.

## Palmarés internacional
| Campeonato Mundial | Campeonato Mundial      | Campeonato Mundial | Campeonato Mundial     |
| Año                | Lugar                   | Medalla            | Prueba                 |
| ------------------ | ----------------------- | ------------------ | ---------------------- |
| 2024               | St. Catharines (Canadá) | Medalla de plata   | Dos sin timonel ligero |